# Robert Alan Dahl
Robert Alan Dahl (Inwood, 17 de desembre de 1915 - Hamden, Connecticut, EUA, 5 de febrer de 2014) fou un politòleg estatunidenc, professor emèrit de Ciències polítiques a la Universitat Yale. Va ser president de l'Associació Americana de Ciència Política (American Political Science Association). Va ser descrit com «el degà dels politòlegs estatunidencs».
En els anys seixanta del segle xx, va mantenir una polèmica amb Charles Wright Mills sobre la funció dels grups de poder a la presa de decisions dins de la Política dels Estats Units. Mentre Mills defensava la tesi que les decisions als Estats Units són preses per una elit reduïda, Dahl opina que existeix una pluralitat de grups que competeixen entre si, limiten les accions dels altres i cooperen per a benefici mutu. Dahl deia que si això no és una verdadera democràcia, en el sentit populista, és almenys, un tipus de poliarquia.
En els últims anys, els texts de Dahl van adquirir un to més pessimista sobre el funcionament de la democràcia en les nostres societats. A How Democratic is the American Constitution? (2002) postulà que la constitució és molt menys democràtica del que deuria, ja que poc o res es podria fer en cas d'una ruptura constitucional que ni preveu ni desitja.

## Obres
- How democratic is the American Constitution? 2a ed. (New Haven, Conn.; London: Yale University Press, 2003).
- The democracy sourcebook. ed. by Robert Dahl, Ian Shapiro, and José Antonio Cheibub. (Cambridge, Mass.: MIT Press, c2003).
- Modern political analysis. with Bruce Stinebrickner. 6th ed. (Upper Saddle River, NJ: Prentice Hall, c2003).
- Entrevista Sobre El Pluralismo. (México, D.F.; San Diego, CA: Fondo de Cultura Económica USA, 2003).
- De la démocratie. traduit de l'américain par Monique Berry. Traduction de: On democracy. ([Paris]: Nouveaux horizons, 2001).
- How democratic is the American Constitution? (New Haven: Yale University Press, c2001).
- On democracy. (New Haven: Yale Nota Bene, 2000).
- On democracy (New Haven; London: Yale University Press, c1998).
- Dahl reflects on a preface to democratic theory. Public affairs report. Vol. 38, no. 4 (July 1997).
- Toward democracy, a journey: reflections, 1940-1997. (Berkeley: Institute of Governmental Studies Press, University of California, Berkeley, 1997).
- Justifying democracy. Society. Vol. 32, no. 3 (Mar.-Apr. 1995).
- The New American political (dis)order: an essay. responses by Richard M. Abrams... [et al.]. (Berkeley: Institute of Governmental Studies Press, 1994).
- Democracy and its critics. (New Haven: Yale University Press, 1991).
- After the revolution?: authority in a good society. Rev. ed. (New Haven: Yale University Press, c1990).
- Myth of the presidential mandate. Political science quarterly. Vol. 105, no. 3 (fall 1990).
- Democracy and its critics. (New Haven: Yale University Press, c1989).
- Democracy, liberty, and equality. (Oslo: Oxford; New York: Norwegian University Press; Distributed world-wide excluding Scandinavia by Oxford University Press, c1986).
- A preface to economic democracy. (Berkeley: University of California Press, reprint 1986).
- A preface to economic democracy. (Berkeley: University of California Press, c1985).
- Dilemmas of pluralist democracy: autonomy vs. control. (New Haven: Yale University Press, reprint 1983).
- Dilemmas of pluralist democracy: autonomy vs. control. (New Haven: Yale University Press, c1982).
- Democracy in the United States: promise and performance. 4th ed. (Boston: Houghton Mifflin Co., c1981).
- Politics, economics, and welfare: planning and politico-economic systems resolved into basic social processes. with Charles E. Lindblom; with a new pref. by the authors. (Chicago: University of Chicago Press, 1976).
- Democracy in the United States: promise and performance. 3d ed. (Chicago: Rand McNally College Pub. Co., c1976).
- L'Analyse politique contemporaine. traduit de [la 2e éd. anglaise] par Iain Whyte; introduction de Pierre Birnbaum. Traduction de: Modern political analysis. (Paris: Éditions Robert Laffont, 1973).
- Size and democracy. with Edward R. Tufte. (Stanford, Calif., Stanford University Press, 1973).
- Regimes and oppositions. ed. Robert A. Dahl (New Haven, Yale University Press, 1973).
- Aprés la révolution: l'autorité dans une société modèle. traduit par Annie de Mèredieu. Traduction de: After the revolution: authority in a good society. (Paris; Calmann-Lévy, 1972).
- Democracy in the United States: promise and performance. 2d ed. (Chicago, Rand McNally [1972]).
- Polyarchy; participation and opposition. (New Haven: Yale University Press, 1971).
- After the revolution; authority in a good society. (New Haven, Yale University Press, 1970).
- Political oppositions in western democracies. ed. Robert A. Dahl. (New Haven: Yale University Press, 1968, c1966).
- Pluralist democracy in the United States: conflict and consent. (Chicago: Rand McNally [1967]).
- Congress and foreign policy. (Nova York: W.W. Norton [1964]).
- A preface to democratic theory. (Chicago: University of Chicago Press [1967, c1956]).
- Political oppositions in Western democracies. ed. Robert A. Dahl. (New Haven, Yale University Press, 1966).
- L'Avenir de l'opposition dans les démocraties. (Paris, S. E. D. E. I. S., 1966).
- Politics, economics, and welfare: planning and político-economic systems resolved into basic social processes. with Charles E. Lindblom. (New York, Harper [1963]).
- A preface to democratic theory: How does popular sovereignty function in America? (Chicago: University of Chicago Press, c1956).
- Congress and foreign policy. (New Haven: Yale Institute of International Studies, 1949).